# 龍眼寺 (江東区)

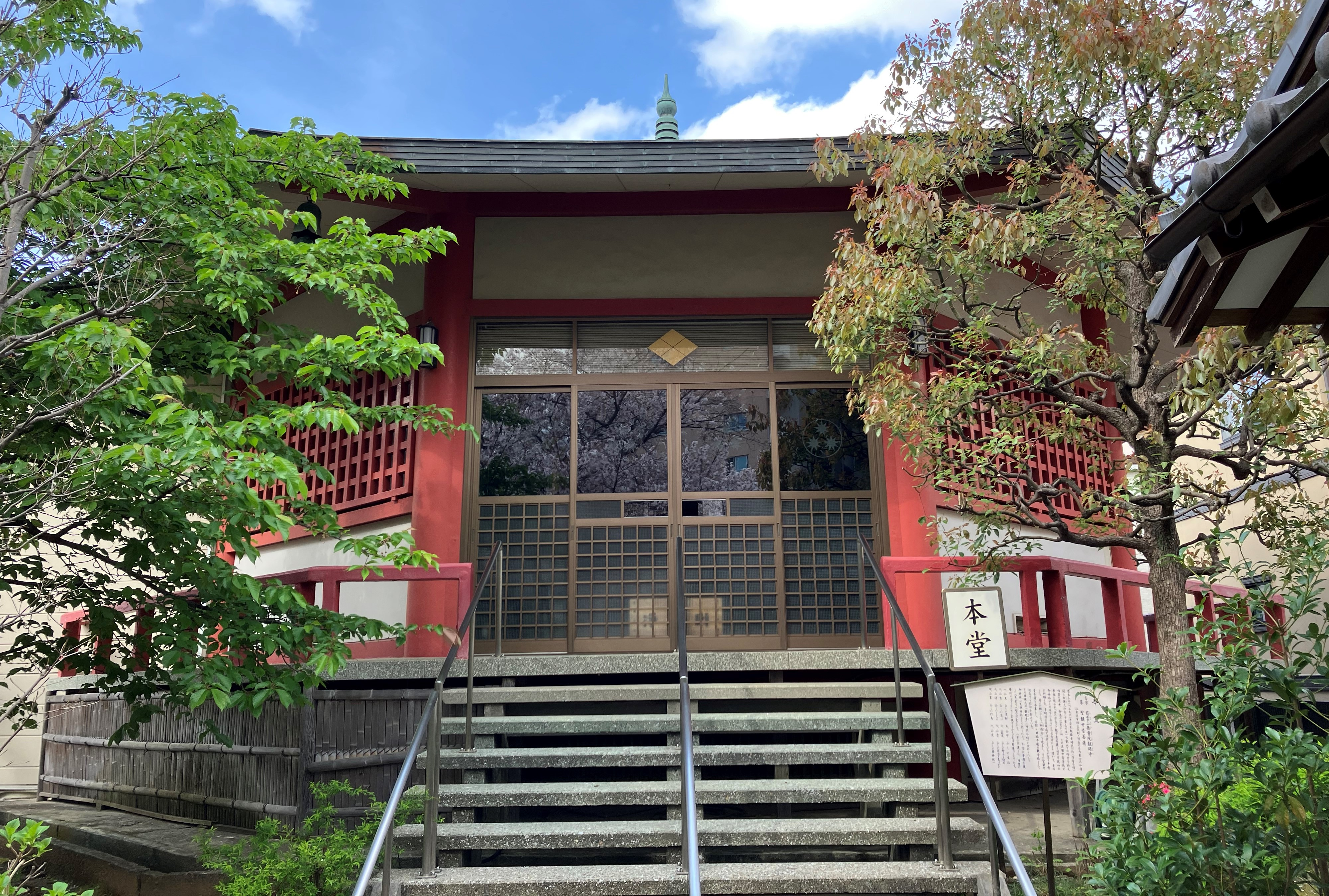
本堂

龍眼寺（りゅうげんじ）は、東京都江東区にある天台宗の寺院。

## 概要
1395年（応永2年）、良博大和尚によって開山された。当初は「柳源寺」という名称であったが、後に「龍眼寺」に改称された。
本尊の観音菩薩像は、眼病を治すご利益があるとされたことから、「龍眼寺」に改称したといわれている。
なお、近くの天祖神社の旧別当寺でもあった。

## 萩寺
江戸時代より、境内に多くの萩を植えたため「萩寺」と呼ばれ、多くの文人墨客が訪れた。この寺の萩の素晴らしさを詠んだ歌碑や句碑が多く残っている。現在も萩は健在である。

## 交通アクセス
- 押上駅より徒歩13分（経路案内）。

## 関連文献
- 斎藤幸雄「巻之七 揺光之部 龍眼寺」『江戸名所図会』 4巻、有朋堂書店、1927年、142-143頁。NDLJP:1174161/76。